# Rotación diferencial
Se habla de rotación diferencial cuando, en un objeto en rotación, las diferentes partes del mismo se mueven con velocidades angulares diferentes (velocidades de rotación desiguales). Ello es indicativo de que el objeto no es sólido, sino líquido o gaseoso, con partes que se pueden considerar independientes. En objetos fluidos, como discos de acrecimiento, esto provoca su deformación por cizalladura.
Por lo general, las galaxias y las protoestrellas presentan rotación diferencial. En nuestro Sistema Solar tenemos como ejemplos de rotación diferencial al Sol, Júpiter y Saturno.